# أنسل ويليامسون
أنسل ويليامسون (بالإنجليزية: Ansel Williamson)‏ هو مدرب خيول أمريكي، (و. القرن 19  م).